# 2月1日
2月1日是公历（平年）年的第32天，离一年的结束还有333天（闰年是334天）。

## 大事記

### 18世纪以前
- 1327年：15岁的爱德华三世加冕为英格兰国王，由其母法兰西的伊莎贝拉和她的情人罗杰·莫蒂默摄政。
- 1411年：波兰立陶宛联邦和条顿骑士团在托伦签署《第一次托伦和约》，波兰-立陶宛-条顿战争结束。
- 1662年：荷蘭東印度公司臺灣長官揆一向鄭成功軍隊投降，結束荷蘭在臺灣的經營。

### 18世紀
- 1790年：美国最高法院在纽约的皇家交易所召开首次会议，为美国最高级别的联邦法院。
- 1793年：法国大革命战争中，法国向大不列颠王国与荷兰宣战。
- 1796年：上加拿大的首府由纽瓦克镇移至约克镇，以远离美国的威胁。

### 19世紀
- 1814年：菲律賓馬榮火山爆發，造成1,200多人死亡。
- 1835年：毛里求斯废除奴隶制。
- 1864年：普魯士军队跨过石勒苏益格边境，普丹战争爆发。
- 1865年：美国总统亚伯拉罕·林肯签署《美利坚合众国宪法第十三条修正案》，正式废除全美各地的奴隶制度。
- 1884年：英国牛津大学出版社出版詹姆斯·穆雷主编的《牛津英语词典》，共计352页。
- 1896年：意大利作曲家贾科莫·普契尼作曲的著名歌剧《波希米亚人》在都灵皇家剧院首次演出。

### 20世紀
- 1932年：中华苏维埃共和国国家银行于江西瑞金市成立。
- 1942年：中国共产党开展整风运动。
- 1942年：美国联邦政府组建了美国之音，并向第二次世界大战期间的轴心国占领区提供广播和电视服务。
- 1944年：國立敦煌藝術研究所於莫高窟正式成立，由常書鴻任所長。
- 1946年：匈牙利废除君主制，匈牙利共和国成立。
- 1946年：挪威外交家赖伊被选为联合国第一任秘书长。
- 1957年：德国机械工程师菲力斯·汪克尔在汽车公司NSU车厂成功研究开发出第一个汪克尔引擎原型。
- 1958年：埃及于叙利亚合并成立阿拉伯联合共和国。
- 1960年：四名非裔美國學生在北卡羅萊納州格林斯伯勒的伍爾沃斯商店午餐櫃檯靜坐五個多月，首次抗議該公司的種族隔離政策。
- 1964年：披頭四樂隊的《我想握住你的手》成为该乐队首个登顶美国告示牌百强单曲榜的作品。
- 1968年：加拿大政府将皇家加拿大海军、加拿大陆军和加拿大皇家空军共同合并为统一架构的加拿大军队。
- 1972年：吉隆坡正式升格为大城市，成为马来西亚独立后第一个由政府管辖的联邦直辖区。
- 1979年：伊朗大阿亚图拉鲁霍拉·霍梅尼返回首都德黑兰，其后领导伊斯兰革命推翻巴勒维王朝。
- 1980年：臺灣鐵路管理局北迴鐵路通車，隔日起正式營運。

### 21世紀
- 2001年：马来西亚首相马哈迪·莫哈末宣布布城成为马来西亚第三个联邦直辖区。
- 2003年：美国哥伦比亚号太空梭在德克萨斯州上空爆炸解体，造成7名宇航员死亡。
- 2004年：沙特阿拉伯的伊斯兰教圣地麦加上午发生朝觐者因拥挤而互相践踏的严重事件，造成244人死伤。
- 2005年：尼泊爾國王賈南德拉解除首相職務，並建立以自己為首的新內閣。聯合國秘書長科菲·安南促請尼泊爾儘快恢復民主自由。
- 2008年：中華民國第七屆立法院宣示就職，王金平、曾永權當選該屆立法院院長、副院長
- 2009年：約翰娜·西古達朵提成為首位冰島女性總理。
- 2012年：中華民國第八屆立法院宣示就職，王金平、洪秀柱當選該屆立法院院長、副院長
- 2013年：欧盟最高建筑物碎片大厦向公众开放。
- 2016年：中華民國第九屆立法院宣示就職，蘇嘉全、蔡其昌當選該屆立法院院長、副院長
- 2019年：卡塔爾國家足球隊首次奪得亞足聯亞洲盃。
- 2020年：中華民國第十屆立法院宣示就職，游錫堃、蔡其昌當選該屆立法院院長、副院長
- 2021年：緬甸爆發政變，緬甸國防軍拘留國務資政翁山蘇姬、總統溫敏和緬甸執政黨全國民主聯盟多名高層，随后缅甸全国爆发反军事政变的抗议活动。
- 2022年：西非國家幾內亞比索武裝人士在首都比索的政府大樓發起政變失敗，造成11人死亡。
- 2024年：中華民國第十一屆立法院宣示就職，韓國瑜、江啟臣當選該屆立法院院長、副院長

## 出生
- 1394年：一休宗純，日本僧人、詩人、書法家、畫家（1481年逝世）
- 1659年：雅可布·羅赫芬，荷蘭探險家，復活節島的發現者（1729年逝世）
- 1674年：杜赫德，法國神父、漢學家（1743年逝世）
- 1761年：克里斯蒂安·亨德里克·珀森，德國真菌學家、植物學家（1836年逝世）
- 1801年：托馬斯·科爾，美國風景畫家，哈德遜河派創始人（1848年逝世）
- 1805年：塞繆爾·恩紹，英國神職人員、數學家、物理學家（1888年逝世）
- 1874年：胡戈·馮·霍夫曼史塔，奥地利诗人及剧作家、维也纳新浪漫主义文学运动的领导者（1929年逝世）
- 1877年：徐特立，中國革命家、教育家（1968年逝世）
- 1878年：查爾斯·泰特·里根，英國魚類學家（1943年逝世）
- 1884年：葉夫根尼·薩米爾欽，俄羅斯小說家（1937年逝世）
- 1894年：约翰·福特，美国導演（1973年逝世）
- 1901年：克拉克·盖博，美国电影演员（1960年逝世）
- 1906年：張國周，臺灣藥師（1975年逝世）
- 1914年：白克，臺灣電影導演、影評人（1964年逝世）
- 1925年：李天民，臺灣編舞家（2007年逝世）
- 1926年：薇薇安·邁爾，美國街頭攝影師（2009年逝世）
- 1931年：鲍里斯·叶利钦，俄罗斯政治人物，首任俄羅斯總統（2007年逝世）
- 1935年：弗拉基米尔·阿克肖诺夫，蘇聯太空人（2024年逝世）
- 1938年：乙川弘文，日本僧侶（2002年逝世）
- 1944年：麥克·恩齊，美國政治人物（2021年逝世）
- 1946年：曾貴海，臺灣醫師、客語詩人（2024年逝世）
- 1951年：徐克，香港電影導演、編劇、監製、演員
- 1951年：中村雅俊，日本演員
- 1952年：錢永健，華裔美國生物化學家，2008年諾貝爾化學獎得主（2016年逝世）
- 1952年：簡諾·揚多，匈牙利鋼琴家
- 1954年：陳佩斯，中國男演員
- 1955年：成奎安，香港演員（2009年逝世）
- 1956年：陸恭蕙，香港政界人物
- 1958年：梁家輝，香港电影演員
- 1958年：李四川，台灣政治人物，前高雄市副市長
- 1958年：堀川亮，日本男性聲優
- 1962年：村上隆，日本艺术家
- 1962年：布袋寅泰，日本搖滾音樂家、吉他手
- 1964年：磯野貴理子，日本女演員、喜劇演員
- 1965年：李國豪，華裔美國男演員，李小龍之子（1993年逝世）
- 1965年：雪琳·芬，美國女演員
- 1965年：伊馮·岡薩雷斯·羅傑斯，美國聯邦法官
- 1965年：斯蒂芬妮，摩納哥公主
- 1966年：米歇爾·埃克斯，美國女子足球運動員
- 1967年：石井正忠，日本職業足球運動員、教練
- 1968年：麗莎·瑪麗·普里斯萊，美國女歌手、詞曲作家、社會慈善活動者（2023年逝世）
- 1969年：加比奧·巴迪斯圖達，阿根廷退役足球運動員
- 1969年：妮諾·薩盧克瓦澤，喬治亞女子射擊運動員
- 1970年：埃里克·莫布利，美國NBA聯盟前職業籃球運動員（2021年逝世）
- 1971年：拉里·德哈達，菲律賓外交官、律師（2024年逝世）
- 1971年：，美國男演員
- 1973年：盛鑑，臺灣京劇演員
- 1973年：大本真基子，日本女性聲優
- 1974年：帕諾斯·柯斯麥托斯，義大利裔加拿大電影導演、編劇、製片人
- 1976年：林昶佐，台灣立法委員，前閃靈樂團主唱
- 1980年：葉佩雯，香港歌手
- 1981年：張敬軒，香港男歌手、音樂製作人
- 1984年：綿矢莉莎，日本女作家
- 1986年：李昶俊，台灣男藝人
- 1987年：井澤詩織，日本女性聲優
- 1988年：江映蓉，中國女歌手
- 1988年：希志愛野，日本AV女優
- 1989年：楠田亞衣奈，日本女歌手、聲優
- 1991年：法奧齊·古拉姆，阿爾及利亞職業足球員
- 1992年：M·A·O，日本女性聲優
- 1992年：黃晶玲，新加坡女歌手
- 1992年：尚恩·馬奈亞，美國職業棒球運動員
- 1994年：吉澤亮，日本男演員
- 1994年：藤江麗奈，日本女子偶像團體AKB48成員
- 1994年：哈利·斯泰爾，英國男歌手
- 1994年：茱莉婭·加納，美國女演員
- 1994年：阿翰，台灣Youtuber
- 1995年：葆拉·貝爾，德國女演員
- 1996年：道英，韓國男子偶像團體NCT成員
- 1996年：艾哈邁德·阿布賈努殊，約旦男子跆拳道運動員
- 1996年：沃丹·沙赫卡尼，沙烏地阿拉伯女子柔道運動員
- 1997年：朴志效，韓國女子偶像團體TWICE隊長
- 2001年：富永啓生，日本男子籃球運動員
- 2001年：納爾瓦夫·勒特拉特桑，GMMTV泰國男演員

## 逝世
- 1192年：德大寺實定，日本平安時代藤原北家公卿（1139年出生）
- 1231年：松殿基房，日本平安時代藤原北家公卿（1145年出生）
- 1328年：查理四世，法國卡佩王朝國王（1294年出生）
- 1582年：宇喜多直家，日本戰國時代大名（1529年出生)
- 1851年：玛丽·雪莱，英国作家（1797年出生）
- 1903年：喬治·斯托克斯，愛爾蘭數學家、物理學家（1819年出生）
- 1908年：卡洛斯一世，葡萄牙國王（1863年出生）
- 1914年：阿爾伯特·甘瑟，德國裔英國動物學家（1830年出生）
- 1940年：海因里希·馮亨德爾-馬志尼，奧地利植物學家（1882年出生）
- 1941年：威廉·吉布斯·麥卡杜，美國律師、政治人物，曾任美國財政部長（1863年出生）
- 1950年：皮埃尔·普吕姆，盧森堡法學家、政治人物，第14任盧森堡首相（1886年出生）
- 1954年：三島彌彥，日本男子田徑運動員（1886年出生）
- 1957年：弗里德里希·保盧斯，德國陸軍元帥（1890年出生）
- 1976年：维尔纳·海森堡，德國物理學家，量子力學創始人之一，1932年諾貝爾物理學獎得主（1901年出生）
- 1981年：老唐纳德·威尔士·道格拉斯，美国飞机设计家，道格拉斯飞机公司创办人（1892年出生）
- 1983年：徐敬直，中國和香港建築師（1906年出生）
- 1998年：何明德，慈善家、嘉邑行善團創始者（1922年出生）
- 2003年：哥倫比亞號太空梭災難中的7名罹難太空人
  - 伊蘭·拉蒙，以色列太空人（1954年出生）
  - 戴維·M·布朗，美國太空人（1956年出生）
  - 里克·赫斯本德，美國太空人，在STS-107任務中任太空梭指令長（1957年出生）
  - 麥可·安德森，美國太空人（1959年出生）
  - 勞雷爾·克拉克，美國太空人（1961年出生）
  - 威廉·麥庫爾，美國太空人（1961年出生）
  - 卡爾帕娜·喬拉，印度裔美國太空人（1962年出生）
- 2007年：吉安·卡洛·梅诺蒂，歌剧作曲家（1911年出生）
- 2012年：維斯拉瓦·辛波絲卡，波蘭詩人，1996年諾貝爾文學獎得主（1923年出生）
- 2013年：宋世廉，马来西亚居銮中华中学前校长（1922年出生）
- 2014年：路易斯·阿拉贡内斯，西班牙前足球运动员、教练员（1938年出生）
- 2015年：蒙提·歐伍，美國動畫師（1981年出生）
- 2019年：有本欽隆，日本男性聲優、演員（1940年出生）
- 2024年：卡爾·韋瑟斯，美國男演員（1948年出生）
- 2024年：霍耀良，香港電影導演、製片人（1955年出生）
- 2025年：霍斯特·科勒，德國政治人物、經濟學家，第9任德國總統（1943年出生）

## 节假日和习俗
- 聖布里吉德節
- 美国：國家自由日